# Kompressibel fluid
I en kompressibel fluid varierar trycket så mycket att densiteten inte är densamma i hela fluiden. Detta sker vid höga hastigheter (ca. en tredjedel av ljudets hastighet).